# Revista Relâmpago
A Revista Relâmpago, de periodicidade semestral, foi fundada em Outubro de 1997, na sequência da constituição da Fundação Luís Miguel Nava. Nessa publicação, a revista focou a figura literária e humana do patrono da Fundação, o poeta e ensaísta português Luís Miguel Nava.
Com a sua fundação cumpriu-se, assim, um dos dois objectivos indicados no testamento do falecido autor: a publicação regular de uma revista de poesia e a atribuição de um prémio destinado a galardoar uma obra poética representativa, o Prémio de Poesia Luís Miguel Nava.